# Stefan Gandler

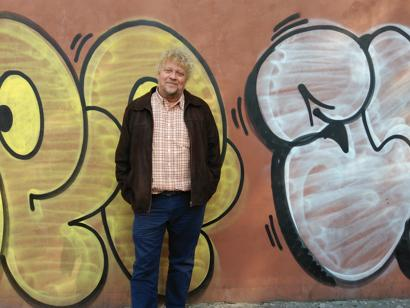
Stefan Gandler (2018)

Stefan Gandler (Múnich, 1964) es un filósofo y científico social. Estudió en la Universidad Goethe de Frankfurt y desde 1993 radica en México.

## Vida
Gandler estudió filosofía, estudios latinoamericanos, lenguas romances y ciencias políticas en Fráncfort del Meno, entre otros con Alfred Schmidt. Fue presidente del Comité General de Estudiantes de la Universidad de Frankfurt Allgemeiner Studierendenausschuss en 1989 a 1990).
En 1997, Stefan Gandler recibió el tituló de doctor con la tesis titulada Filosofía social contemporánea en México, la cual ha sido traducida a dos idiomas. Desde 1997, es profesor investigador de tiempo completo en la Universidad Autónoma de Querétaro donde imparte cátedra en Teoría social y Filosofía social, además, desde 2008 es profesor invitado permanente en filosofía en la Universidad Nacional Autónoma de México. Desde 2001, es miembro del Sistema Nacional de Investigadores con la categoría 3 y en 2012 fundó el proyecto sobre Teoría Crítica desde las Américas del Consejo Nacional de Ciencia y Tecnología (CONACYT). En sus años sabáticos, investigó y enseñó en la Universidad Goethe de Frankfurt (2001-2002), la University of California, Santa Cruz (2009-2010), la Tulane University, New Orleans (2015-2016) y la Universität Innsbruck (2021/2022).
Los principales campos de investigación de Stefan Gandler son la Teoría crítica de la Escuela de Frankfurt, el Marxismo “occidental” crítico, la filosofía en América, la crítica de la ideología y Walter Benjamin. Realizó también traducciones de textos filosóficos del español al alemán y publicó textos sobre la Alemania actual y el nacionalsocialismo. Gandler desarrolla una confrontación conceptual productiva entre la Teoría crítica de la Escuela de Frankfurt con intentos contemporáneos de un nuevo desarrollo de la misma en América Latina. Tales como la del  filósofo ecuatoriano mexicano Bolívar Echeverría, con la perspectiva de superar las limitaciones de ambas teorías: el eurocentrismo filosófico en el primer caso, y la reducida crítica de la ideología en el segundo. En este contexto usa también a las interpretaciones no dogmáticas de la obra de Karl Marx, realizadas por el filósofo español mexicano Adolfo Sánchez Vázquez, y aquellas planteadas por el seguidor de Max Horkheimer en su cátedra en Frankfurt Alfred Schmidt.
En 2021 Gandler recibe el Bolívar Echeverría Prize de la International Herbert Marcuse Society por su libro Marxismo crítico en México. Adolfo Sánchez Vázquez y Bolívar Echeverría.

## Obra (selección)

### En español (libros)
- Marxismo crítico en México. Adolfo Sánchez Vázquez y Bolívar Echeverría. (Prefacio: Michael Löwy.) México, Fondo de Cultura Económica / Universidad Nacional Autónoma de México / Universidad Autónoma de Querétaro, 2007, ISBN 978-968-16-8404-4.
- Fragmentos de Frankfurt. Ensayos sobre la Teoría crítica. Siglo XXI Editores, México 2009, ISBN 978-607-03-0070-7.
- Patricia Palacios Sierra, Alfonso Serna Jiménez y Stefan Gandler: Modernidad y diferencia. Reflexiones conceptuales y estudios empíricos en género y territorio. Porrúa, México 2010, ISBN 978-6-07-401243-9.
- El discreto encanto de la modernidad. Ideologías contemporáneas y su crítica. siglo XXI Editores / Universidad Autónoma de Querétaro, México 2013, ISBN 978-607-03-0479-8.
- Teoría crítica: imposible resignarse. Pesadillas de represión y aventuras de emancipación. (Coord.) Miguel Ángel Porrúa / Universidad Autónoma de Querétaro, México 2016, ISBN 978-607-524-029-9.
- Teoría crítica desde las Américas. (Ed.) Miguel Ángel Porrúa / Universidad Autónoma de Querétaro, México 2021, ISBN 978-607-524-444-0.

### En inglés (libro)
- Critical Marxism in Mexico. Adolfo Sánchez Vázquez and Bolívar Echeverría. Brill Academic Press, Leiden/Boston 2015, 467 pp. ISBN 978-90-04-22428-5, y: , Haymarket Books, Chicago 2016. 467 pp. ISBN 978-160-846-633-7.

### En alemán (libros)
- Peripherer Marxismus. Kritische Theorie in Mexiko. Argument, Hamburg/ Berlín 1999, ISBN 3-88619-270-9.
- Materialismus und Messianismus. Zu Walter Benjamins Thesen «Über den Begriff der Geschichte». Aisthesis, Bielefeld 2008, ISBN 978-3-89528-695-7.
- Frankfurter Fragmente. Essays zur kritischen Theorie. Peter Lang, Frankfurt am Main 2013, ISBN 978-3-631-63400-4.
- Der diskrete Charme der Moderne. Zeitgenössische Ideologien und ihre Kritik. Lit-Verlag, Münster 2020, ISBN 978-3-643-14743-1.
- Kritischer Marxismus in Mexiko. Adolfo Sánchez Vázquez und Bolívar Echeverría. Zu Klampen, Lüneburg 2023, ISBN 978-3-86674-838-5.

### En francés
- Reification versus ethos moderne. Conscience quotidienne en Georg Lukács et Bolívar Echeverría. En: Actuel Marx en Ligne, Paris, noviembre de 2003, núm. 26.1
- Pourquoi l’ange de l’histoire regarde-t-il vers l’arrière? Trad. Marc Sagnol. En: Les Temps Modernes. Paris, año 58, núm. 624, mayo - julio de 2003, ISSN 0040-3075, pp. 54–74.
- Bolívar Echeverría pour les débutants: entretien avec Stefan Gandler. (Entrevista de Mario Rodas.) En: Semillasdelsur.	Théorie et discours critique en Amérique latine. Paris, 24 de noviembre de 2017.
- Préface à la présente édition. En: Adolfo Sánchez Vázquez Philosophie de la praxis. Trad. Luis Dapelo. Paris, Éditions Delga, 2020. ISBN 978-2-37607-180-8, pp. 5-42.

### En italiano
- Dialettica dell‘identità. En: Marxismo oggi. Rivista quadrimestrale di cultura e politica, Milano, Teti Editore, enero-abril de 2006, núm. 1, pp. 48-57.
- Perché l’angelo della storia guarda indietro?” En: Marxismo oggi. Rivista quadrimestrale di cultura e politica, Milano, Teti Editore, primavera 2004, núm. 1, pp. 111-134.

### En checo
- Proč se anděl dějin hledí zpět? Archivado el 4 de marzo de 2016 en Wayback Machine. En: Filosofický časopis. Filosofický ústav Akademie věd České republiky. Prague, Czech Republic, año 55, núm. 5, otoño 2007, pp. 645-671 (resumen)] (texto completo)

### En turco
- Meksika´da Elestirel Teori. En: Felsefelogos, Buluy Yayinlari, Estambul, año 6, núm. 19, septiembre de 2002, pp. 73-78.
- Tarih Meleği Neden Geriye Bakiyor? En: Cogito. Üç Aylık Düşünce Dergisi, Estambul, Turquía, Yapi Kredi Yayinlari, núm. 52, otoño 2007, pp. 161-181 (parte 1).
- Tarih Meleği Neden Geriye Bakiyor? II. Bölüm. En: Cogito, núm. 59, verano 2009 (parte 2).
- “Alfred Schmidt. Berlin, 19 Mayis 1931 – Frankfurt/Main, 28 Ağustos 2012.” En: Cogito. Üç Aylık Düşünce Dergisi, Estambul, Turquía, Yapi Kredi Yayinlari, núm. 74, verano 2013, pp. 15-16. ISSN 1300-2880.

### En chino
- Ｗ.本雅明批判理论中的历史概念 [W. Běn yǎmíng pīpàn lǐlùn zhōng de lìshǐ gàiniàn. En: 学 习 与 探 索 [Xuéxí yǔ tànsuǒ] [Study & Exploration], Harbin, Provincia Heilongjiang, China, Academia de Ciencias Sociales de Heilongjiang, núm. 5, vol. 262, 2017.
- 历史风气，资本主义现代性的四重风气和巴洛克风情。 B.Echeverría 对美洲批判理论的贡献. [Historical Ethos, Quadruple Ethos of the Capitalist Modernity and Baroque Ethos. Contributions of B. Echeverría for A Critical Theory from the Americas.] In: 当代国外马克思主义评论 [Contemporary Marxism Review. The journal of the Center for Contemporary Marxism Abroad], Shanghai, Fudan University Press, Nr. 23, 2022, pp. 86–122.
- 阿道弗·桑切斯·巴斯克斯的实践哲学.; [Adolfo Sánchez Vázquez's Philosophy of Praxis.] In: 当代国外马克思主义评论 [Contemporary Marxism Review. The journal of the Center for Contemporary Marxism Abroad], Shanghai, Fudan University Press, Vol. 35, Nr. 4, 2024, pp. 434–455.

### Conferencias televisadas
- Javier Laso, Stefan Gandler, Palabra Suelta: Bolívar Echeverría, (2a parte). En: ECTV (Ecuador TV), 14 de julio de 2010.
- Ismael Carvallo, Stefan Gandler,  Marxismo crítico en México. Adolfo Sánchez Vázquez y Bolívar Echeverría. En: Plaza de Armas, núm. 92, Canal Capital21, México, 15 de febrero de 2012.
- Alfredo Rodríguez, Stefan Gandler, “Teoría crítica: imposible resignarse. Pesadillas de represión y aventuras de emancipación. En: Presencia universitaria, TV UAQ, Querétaro, 7 de febrero de 2018.
- Teoría crítica desde la Américas . En: Presencia universitaria, TV UAQ, Universidad Autónoma de Querétaro, 26 de septiembre de 2018.
- La teoría crítica de Theodor W. Adorno en su 50 aniversario luctuoso . In: Presencia universitaria, TV UAQ, Universidad Autónoma de Querétaro,  14 de agosto de 2019.
- David Antonio Jiménez , Stefan Gandler, Aportaciones filosóficas y socio teóricas de Bolívar Echeverría . En: Presencia universitaria, TV UAQ, Universidad Autónoma de Querétaro, 2 de enero de 2020.
- David Antonio Jiménez , Stefan Gandler, La teoría crítica de Walter Benjamin . En: Presencia universitaria, TV UAQ, Universidad Autónoma de Querétaro, 14 de mayo de 2020.

## Literatura secundaría (selección)
En español (reseñas)
- Levy del Águila, Stefan Gandler: Marxismo crítico en México: Adolfo Sánchez Vázquez y Bolívar Echeverría ). En: Areté. Revista de Filosofía, Pontificia Universidad Católica del Perú, Departamento de Humanidades, vol. 20, núm. 2, 2008, pp. 335–344. ISSN 1016-913X.
- José Cepedello Boiso, Marxismo crítico en México. En: Revista Internacional de Pensamiento Político, Fundación Tercer Milenio/Universidad de Huelva/Universidad Pablo de Olavide de Sevilla, vol. 4, 1er semestre del 2009, pp. 231–233. ISSN 1885-589X.
- Jaime Torres Guillén, Praxis y ethos moderno como crítica al eurocentrismo. En: Desacatos. Revista de Antropología Social, México, D.F., Centro de Investigaciones y Estudios en Antropología Social, núm. 30, mayo – agosto de 2009, pp. 178-185. ISSN 1405-9274.
- Israel Sanmartín, Marxismo crítico en México: Adolfo Sánchez Vázquez y Bolívar Echeverría. En: Memoria y civilización. Anuario de Historia, Universidad de Navarra, Pamplona, España, núm. 13, 2010, pp. 124–127. ISSN 1139-0107.
- Julio Boltvinik, Fragmentos de Frankfurt. Ensayos sobre la Teoría crítica. (Parte 1). En: La Jornada, México, D.F., 5 de noviembre de 2010, p. 26. (Parte 2: 12 de noviembre, p. 32.)
- Aureliano Ortega Esquivel, Stefan Gandler, Fragmentos de Frankfurt. Ensayos sobre la Teoría crítica. En: Diánoia. Revista de Filosofía. Instituto de Investigaciones Filosóficas, UNAM, México, D.F., vol. LVII, núm. 68, mayo de 2012, pp. 220–224.
- Lissette Silva Lazcano, Stefan Gandler (2013), El discreto encanto de la modernidad. Ideologías contemporáneas y su crítica Archivado el 22 de octubre de 2018 en Wayback Machine.. En: Signos Filosóficos. Universidad Autónoma Metropolitana Iztapalapa, México, D.F., núm. 33, enero-junio de 2015, pp. 126-131. ISSN 1665-1324.
- Rebeca Pérez León, Stefan Gandler, El discreto encanto de la modernidad. Ideologías contemporáneas y su crítica. En: Estudios Sociológicos. Centro de Estudios Sociológicos, Colegio de México, México, D.F., año 34, núm. 101, mayo-agosto de 2016, pp. 432-441.
- Bernardo Cortés Márquez, Sobre un pequeño desencantamiento de Occidente. En: Metapolítica. Benémerita Universidad Autónoma de Puebla, Pubela, Mexico, núm. 95, nov. 2016.

En inglés
- Willem Assies: (Review of: S. Gandler, Critical Marxism in Mexico. Adolfo Sánchez Vázquez and Bolívar Echeverría) Gandler, Stefan: Peripherer Marxismus. Kritische Theorie in Mexiko. En: Thesis Eleven. Critical Theory and Historical Sociology. Australia, núm. 71, nov. 2002, pp. 133–139.
- Michael Löwy, At a Glance: Stefan Gandler, Marxismo crítico en México: Adolfo Sánchez Vázquez y Bolívar Echeverría. En: International Sociology. Journal of the International Sociological Association, Sage Publications, London, vol. 23, núm. 2, marzo de 2008, p. 235. ISSN 0268-5809.
- Carlos Alberto Sánchez, From the editor. En: APA Newsletter on Hispanic/Latino Issues in Philosophy, American Philosophical Association, University of Delaware, Newark, DE, vol. 14, núm. 1, otoño 2014, p. 1. ISSN 2155-9708.
- Javier Sethness, Stefan Gandler: Critical Marxism in Mexico. Adolfo Sánchez Vázquez and Bolívar Echeverría. In: Marx & Philosophy. Review of Books. Canterbury, 25. Nov. 2016.
- Arnold L. Farr, Review of Critical Marxism in Mexico: Adolfo Sánchez Vázquez and Bolivar Echeverría (Haymarket). In: Lateral. Journal of the Cultural Studies Association. núm. 6.1, Chicago, IL, 2017, ISSN 2469-4053.
- Jake M. Bartholomew, Stefan Gandler's Renewal of Critical Theory from Latin America. In: The Journal of Speculative Philosophy. vol. 37, no. 3, University Park, PA, 2023, pp. 308-318. ISSN 1527-9383.

En alemán (reseñas)
- Christoph Görg: Gandler, Stefan: Peripherer Marxismus. En: Peripherie. Zeitschrift für Politik und Ökonomie in der Dritten Welt, Berlín, 2000, núm 8. pp. 112–115.
- Jörg Nowak: Gandler, Stefan: Peripherer Marxismus. Kritische Theorie in Mexiko. En: Das Argument. Zeitschrift für Philosophie und Sozialwissenschaften. Hamburg, Berlín, año 43, vol. 242, núm. 4/5, 2001, ISSN 0004-1157, pp. 710–711.
- Hans Schelkshorn: Undogmatischer Marxismus in Mexiko. En: Polylog. Zeitschrift für interkulturelles Philosophieren. Vienna, núm. 7, 2001, pp. 96–97.
- Jörg Nowak: Gandler, Stefan, Frankfurter Fragmente. Essays zur kritischen Theorie, Peter Lang, Frankfurt/M 2013. En: Das Argument. Zeitschrift für Philosophie und Sozialwissenschaften. Hamburg/Berlin, año. 57, vol. 311, núm. 1, 2015, ISSN 0004-1157, pp. 113–115

En italiano
- Guido Oldrini: Stefan Gandler, Peripherer Marxismus - Kritische Theorie in Mexico (reseña). En: Marxismo oggi. Rivista quadrimestrale di cultura e politica, Milano, Nueva Época, núm. 1, año 24, abril de 2001, p. 112.

En portugués
- Leomir C. Hilário: Teoria crítica para além de Frankfurt. Uma resenha de El discreto encanto de la modernidad: ideologías contemporáneas y su crítica, de Stefan Gandler (reseña) Archivado el 10 de abril de 2018 en Wayback Machine.. En: Fênix. Revista de História e Estudos Culturais, São Paolo, Brasil, año XI, vol. 11, núm. 2, julio-diciembre 2014. ISSN 1807-6371.